# Christopher Wilkinson
Christopher Wilkinson (* 29. März 1950 in New York City) ist ein US-amerikanischer Filmregisseur, Drehbuchautor und Filmproduzent. Er erhielt für sein Drehbuch zu Nixon bei der Oscarverleihung 1996 eine Nominierung für das beste Drehbuch. Wilkinson arbeitet bei seinen Drehbüchern mit Stephen J. Rivele zusammen.

## Leben
Wilkinson wurde in New York City geboren und wuchs in Philadelphia auf. Zunächst versuchte er sein Glück als Musiker, studierte dann aber an der Filmschule der Temple University. Anschließend arbeitete er zunächst für den Sportsender ESPN. Einige seiner Beiträge wurden auch über PBS ausgestrahlt, darunter der Dokumentarfilm Engine 2, Ladder 3 über die Feuerwehr in Philadelphia. So gewann er die Aufmerksamkeit von Mark Rydell, der ihn für seinen Film Menschen am Fluß als Second Unit Director engagierte. Er arbeitete in den 1980ern und 1990ern immer häufiger mit Rydell zusammen, unter anderem bei For the Boys – Tage des Ruhms, Tage der Liebe (1991), den er mitproduzierte, und Begegnungen – Intersection (1994). Außerdem arbeitete er in der Entwicklungsfirma, die sich um Filme wie Gottes vergessene Kinder (1986), Nuts… Durchgedreht (1987) und Der Mann im Mond (1991) kümmerte.
Teil seines Jobs war es, viele Drehbücher zu lesen und so kam er auf die Idee, selbst Drehbücher zu verfassen. Mit Stephen J. Rivele, einem Romanautoren, fand er einen Partner, der ihn unterstützte. Nachdem er einige Drehbücher an HandMade Films, die Filmgesellschaft von George Harrison, verkaufen konnten, überredete ihn Rivele an einem Skript über Richard Nixons Leben zu arbeiten. Obwohl Wilkinson eigentlich ein Nixon-Hasser war, übernahmen sie die Arbeit am Skript, das letztlich auch bei der Oscarverleihung 1996 für einen Oscar nominiert wurde, jedoch gegen Christopher McQuarries Drehbuch zu Die üblichen Verdächtigen verlor.
Das nächste größere Projekt wurde Ali, eine Filmbiografie über Muhammad Ali, die 2001 verfilmt wurde. 2006 wurde Klang der Stille verfilmt, ein Biopic über Ludwig van Beethoven.
Auf biografische Stoffe abonniert folgten 2014 Bauernopfer – Spiel der Könige über Bobby Fischer, 2015 Miles Ahead über Miles Davis und 2016 Birth of a Dragon, eine fiktive Geschichte über den jungen Bruce Lee. 2017 erschien die Tupac-Shakur-Filmbiografie All Eyez on Me, bei dem Wilkinson und Rivele für eine später umgeschriebene Fassung verantwortlich zeichneten.
2014 erschien Virtuosity über den Wettstreit junger, talentierter Pianisten, bei dem Wilkinson auch Regie führte.

## Privatleben
Christopher Wilkinson war von 1997 bis 2011 mit der Comic-Zeichnerin Cathy Guisewite verheiratet. Die beiden haben ein gemeinsames Kind.

## Filmografie
- 1984: Menschen am Fluß (The River) (Second Unit Director)
- 1991: For the Boys – Tage des Ruhms, Tage der Liebe (For the Boys) (Second Unit Director, Produktion)
- 1994: Begegnungen – Intersection (Intersection) (Produktion, Second Unit Director)
- 1995: Nixon (Drehbuch)
- 2001: Ali (Drehbuch)
- 2006: Klang der Stille (Copying Beethoven) (Drehbuch, Produktion)
- 2014: Bauernopfer – Spiel der Könige (Pawn Sacrifice) (Drehbuch, Produktion)
- 2014: Virtuosity[3][4] (Regie, Drehbuch, Produktion)
- 2015: Miles Ahead (Drehbuch)
- 2016: Birth of the Dragon (Drehbuch)
- 2016: The Miles Davis Documentary (Drehbuch, Produktion) (Fernsehfilm)
- 2018: A Star Is Born